# رونالد كونواي
رونالد كونواي (بالإنجليزية: Ronald Conway)‏ هو عالم نفس أسترالي، ولد في 4 مايو 1927، وتوفي في 16 مارس 2009.